# West Somerset
West Somerset war ein District (englisch district) in der Grafschaft Somerset in England. Es gab zwei Verwaltungssitze, die Stadt Minehead und das Dorf Williton; weitere bedeutende Orte waren Dulverton und Watchet.
Der Bezirk wurde am 1. April 1974 gebildet und entstand aus der Fusion der Urban Districts Minehead und Watchet sowie der Rural Districts Dulverton und Williton. Aufgrund einer im Mai 2018 erlassenen Verordnung wurde West Somerset zum 1. April 2019 mit dem südöstlich angrenzenden Taunton Deane zum neuen District Somerset West and Taunton zusammengeschlossen.